# 水球帽子
水球帽子（すいきゅうぼうし）は水球と他の多くの水中スポーツで使用される帽子の一種である。水球帽子は選手と選手の所属するチームの両方を特定するだけではなく、水球ボールが頭を直撃することによって起きる可能性のある負傷から選手の耳を保護するためにも使われる。

## 水球での使用
水球帽子は色だけでなく、帽子に印刷された番号によっても区別される。ホームチームの選手は白い帽子を着用するのに対し、遠征するチームの選手は黒い帽子を着用する。ゴールキーパーは番号が1番の赤い4分の1サイズの帽子を着用し、控えのゴールキーパーは全米大学体育協会の試合では「1-A」の、世界水泳連盟の国際試合では「13」の番号が付いた帽子を着用する。つまり、各チームは帽子を2セットずつ持っている。1セットは白色で、もう1セットは黒色である。全米州立高校協会が定めた水球の服装に関する規定では、帽子の番号は帽子の色と十分なコントラストが確保されること、帽子の色と番号の色の両方がボールの色と十分なコントラストが確保されることが定められている。

## 水中スポーツの文脈
水中フットボール、水中ホッケー、水中ラグビーでは競技を行っているチームの区別と、フィンの羽根の部分が耳に直接接触することによる鼓膜の損傷の帽子を目的として選手は水球帽子を着用する。水中ホッケーと水中ラグビーでは審判が赤い帽子を着用するのに対し、各チームの選手は「白」または「暗い色（青または黒）」のどちらかの帽子を着用する Underwater football appears to follow this precedent.。水球帽子は水中レスリングでも区別の目的で使用される。選手の一人は赤色または青色の帽子を着用し、他方は白色または黄色の帽子を着用する。

## ギャラリー

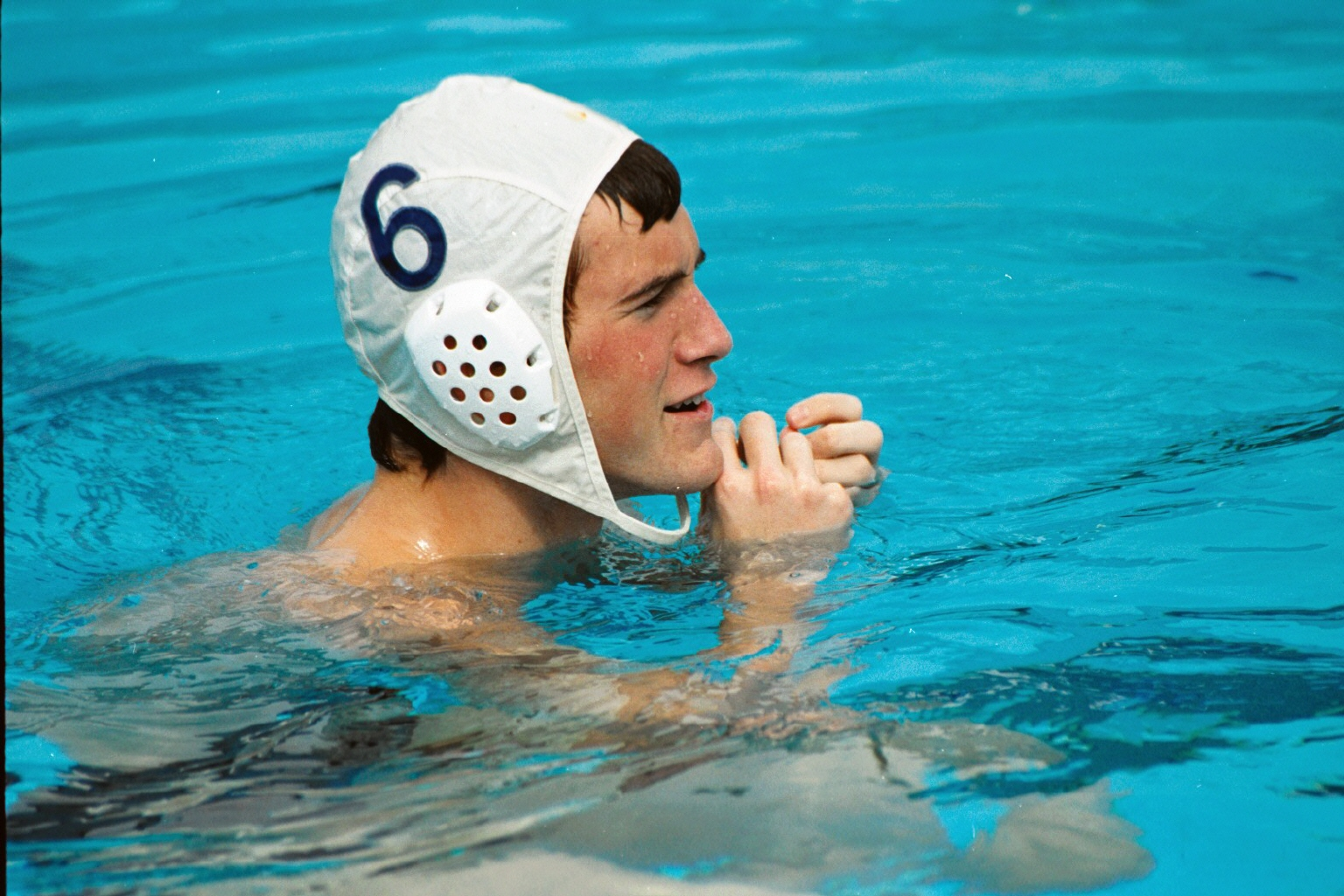
フィールドプレーヤーの帽子
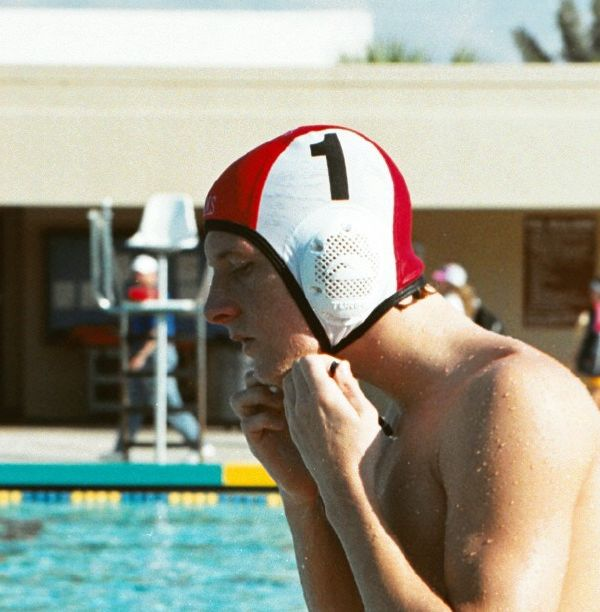
ゴールキーパーの帽子
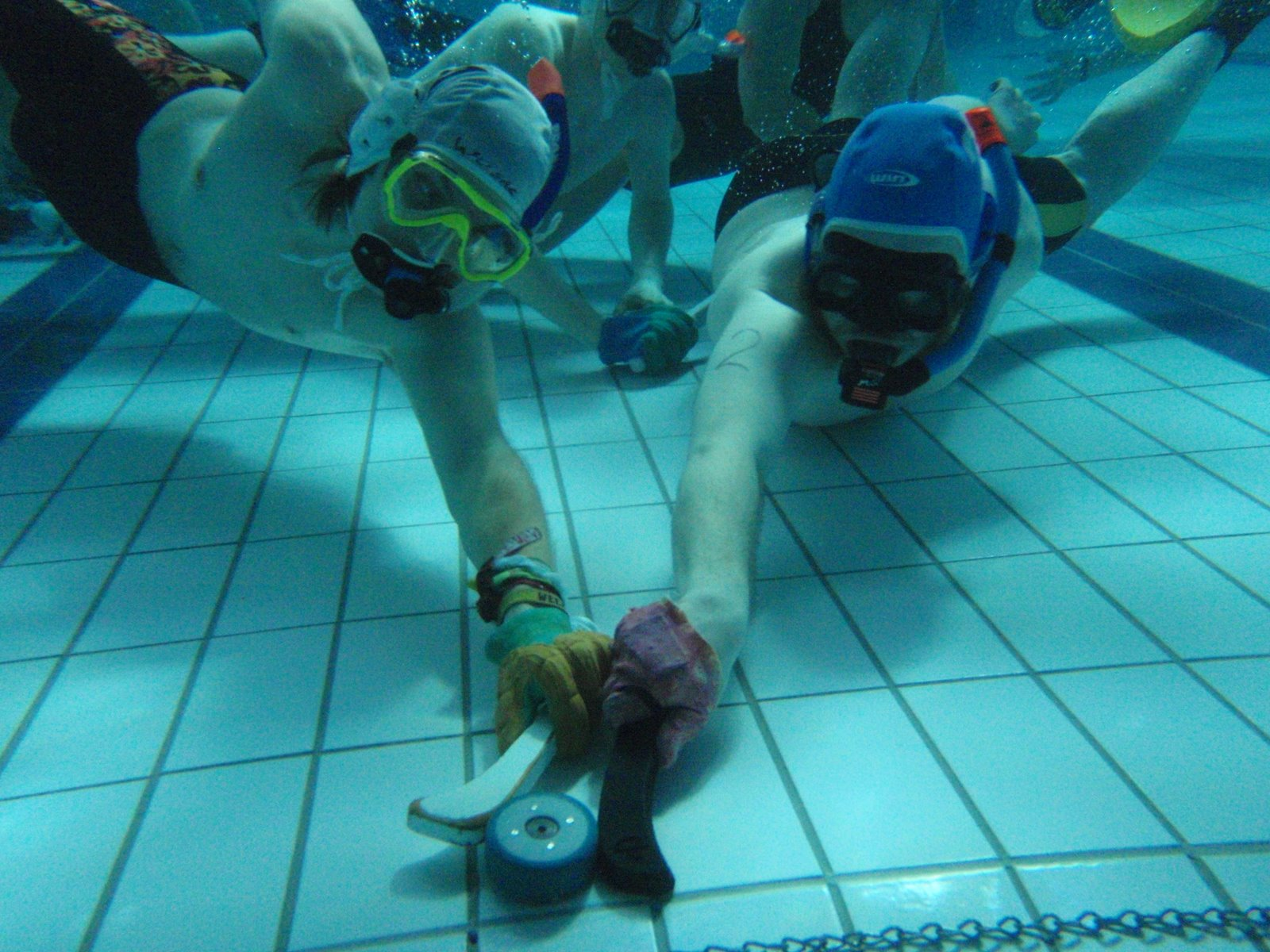
水球帽子を着用している水中ホッケーの選手
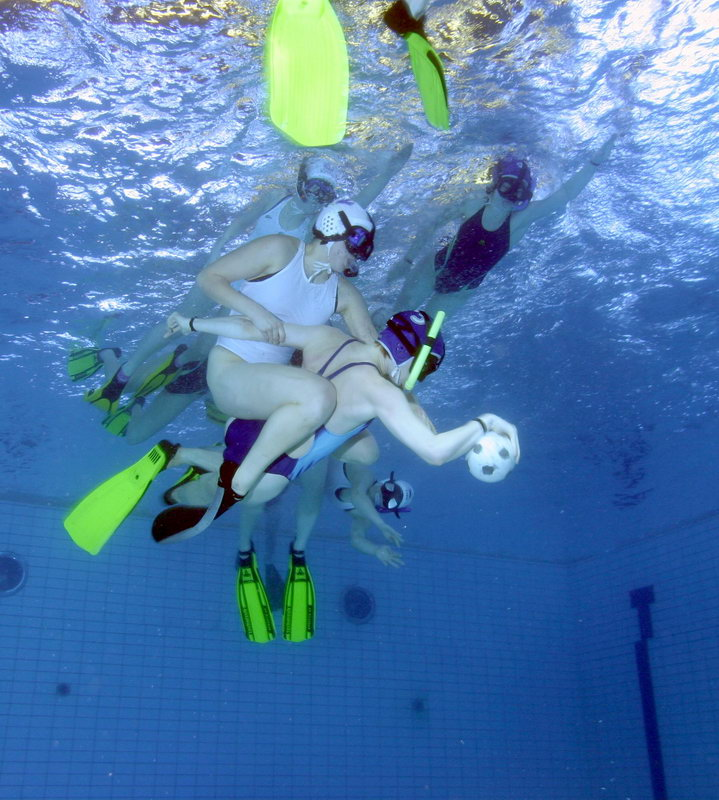
水球帽子を着用している水中ラグビーの選手